# Acalolepta griseovaria
Acalolepta griseovaria là một loài bọ cánh cứng trong họ Cerambycidae.